# Dave Navarro
David Michael "Dave" Navarro (født 7. juni 1967) er en amerikansk guitarist i det alternative rockband Jane's Addiction. Han har desuden også spillet med Red Hot Chili Peppers og Nine Inch Nails.